# Вила Санта Лучия дели Абруци
Вѝла Са̀нта Лучѝя дели Абру̀ци (на италиански: Villa Santa Lucia degli Abruzzi) е село и община в Южна Италия, провинция Акуила, регион Абруцо. Разположено е на 850 m надморска височина. Населението на общината е 148 души (към 2010 г.).